# Doug Wright (escritor)
Doug Wright (Dallas, Texas; 20 de diciembre de 1962) es un dramaturgo, libretista y guionista estadounidense. 
Ha recibido el Premio Pulitzer de Teatro en 2004 por su obra I Am My Own Wife (Soy mi propia mujer, en español). 
Obtuvo su Master of Fine Arts en la universidad de New York. Es miembro del Dramatists Guild, de la Junta Directiva de Yaddo y del New York Theatre Workshop. Recibió becas de la William L. Bradley Fellowship de la universidad de Yale, la beca Charles MacArthur que da el Eugene O'Neill Theatre Center, la beca HBO y la beca Alfred Hodder que otorga la Universidad de Princeton.
- Datos: Q722807